# Bygging-Uddemann
Bygging-Uddemann är ett svenskt företag inom byggtekniken glidformsgjutning. Företaget ingår i Bygging-Uddemann Group, vilket som teknisk konsult inom bygg- och anläggningsteknik i över 100 länder, rankas som ”AAA” av det globala kreditinstitutet ”D&G”. Nyligen erkändes företaget som ett av de 30 mest framgångsrika  i Sverige.

## Historia
Sverige var ett av föregångsländerna med byggtekniken glidformsgjutning tack vare företaget AB Byggförbättring,  senare AB Bygging. Det grundades 1942, och två år senare, 1944 uppfann man den hydrauliska glidformsdomkraften och blev med världspatent på detta världsledande inom glidformsgjutning.
Uddemann Byggteknik AB grundades 1955 och utökade sin verksamhet med glidformsgjutning 1965, och efter år av konkurrens uppgick de båda företagen 1980 i AB Bygging-Uddemann.

## Senare år
Företaget, vilket har representation och kontor i över 20 länder och fortfarande är internationellt aktiva efter att ha utfört över 100 projekt i över 100 länder, skrev 2019 kontrakt för att producera kassunerna till ”Gangneung Power plant project” i Gangwon, en provins i nordöstra Sydkorea.
Med glidformsgjutning anses byggtiden för byggnationer kunna förkortas med sex månader och med cirka 33% besparingar.